# Joseph Van Dam
Joseph Van Dam (Willebroek, 2 de noviembre de 1901-Willebroek, 31 de mayo de 1986) fue un ciclista belga que corrió entre 1924 y 1928 y en 1937, consiguiendo cinco victorias, tres de ellas etapas en el Tour de Francia.

## Palmarés
1924
- Campeonato de Bélgica de Ciclocrós

1926
- Bruselas-Lieja
- 3 etapas en el Tour de Francia

## Resultados en el Tour de Francia
- 1926. 12.º de la clasificación general. Vencedor de 3 etapas